# René Koppert
René Koppert (Poeldijk, 8 oktober 1960) is een Nederlands voormalig wielrenner die actief was op zowel de baan als weg.

## Carrière
Als amateur won Koppert verschillende koersen waaronder het Nederlands kampioenschap op de weg en het Nederlands kampioenschap achtervolging te winnen. In mei 1982 werd hij beroeps bij TI-Raleigh. Zijn eerste wedstrijd bij de profs was de Ronde van Romandië waar hij direct de proloog wist te winnen.
Later dat jaar wist Koppert ook de proloog in de Critérium du Dauphiné Libéré en een etappe in de Ronde van Duitsland te winnen. In 1983 ging hij in Italiaanse dienst rijden bij Termolan-Gali. Tijdens de Ronde van Italië van dat jaar pakte René Koppert nadat hij de tijdrit had gereden een ploegleiderswagen om een vrouw op te pikken, waar hij later mee zou trouwen. Zijn ploegleider zette hem hierna uit de giro. In 1984 zette Koppert een punt achter zijn carrière.
Na zijn carrière was Koppert een tijd penningmeester bij de KNWU.

## Palmares
1980
Omloop van de Glazen Stad
3e etappe Olympia's Tour
 Nederlands kampioenschap achtervolging, amateurs
Nederlands clubkampioenschap wielrennen (ploegentijdrit)
1981
Omloop van de Glazen Stad
Hel van het Mergelland
7e etappe deel A Olympia's Tour
 Nederlands kampioenschap op de weg, amateurs
Trofee Jan van Erp
Nederlands clubkampioenschap wielrennen (ploegentijdrit)
1982
Proloog Ronde van Romandië
Proloog Critérium du Dauphiné Libéré
7e etappe deel A Ronde van Duitsland
 Nederlands kampioenschap achtervolging

## Resultaten in voornaamste wedstrijden
| Jaar | Ronde van Italië | Ronde van Frankrijk | Ronde van Spanje |
| ---- | ---------------- | ------------------- | ---------------- |
| 1983 | opgave           |                     |                  |
| 1983 | 105e             |                     |                  |

| Jaar | Milaan-San Remo | Gent-Wevelgem | Waalse Pijl |
| ---- | --------------- | ------------- | ----------- |
| 1983 | 82e             | 26e           | 72e         |
| 1984 |                 |               |             |